# Anacropora pillai
Anacropora pillai är en korallart som beskrevs av Veron 2002. Anacropora pillai ingår i släktet Anacropora och familjen Acroporidae. IUCN kategoriserar arten globalt som otillräckligt studerad. Inga underarter finns listade i Catalogue of Life.